# Sarruma

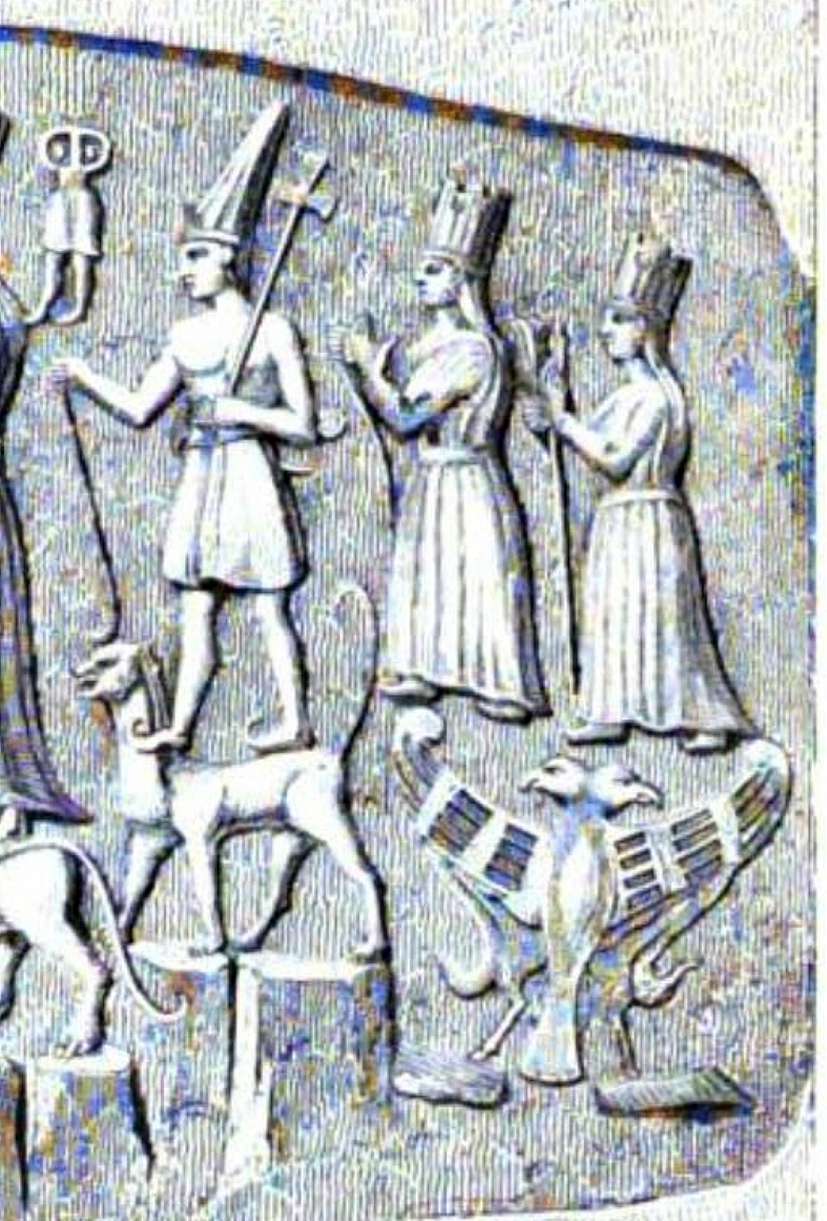
Gravure représentant Sarruma, suivi par deux déesses (1862).

Sarruma (parfois transcrit Šarruma, Sharuma ou encore Sarrumma) est une divinité révérée en Anatolie dans l'Antiquité par les hourrites et les hittites. Fils du dieu de l'Orage, Teshub, et de la déesse Hebat, c'est un dieu de la montagne. Dans les fêtes et les rites, il est très souvent invoqué en même temps que Hebat.
De nombreux noms théophores de souverains hittites sont des noms doubles dont la deuxième partie reprend le nom du dieu Sarruma.